# Oscar al millor maquillatge
L'Oscar al millor maquillatge és un premi Oscar lliurat per l'Acadèmia de les Arts i les Ciències Cinematogràfiques des del 1981, encara que en 1964 i 1968 es van lliurar sent Oscar especials. La categoria es va crear el 1981 davant les queixes rebudes a l'Academia en el sentit que "L'home elefant" (1980) no rebria cap reconeixement per la feina de maquillatge.
El 2012, la categoria va ser reanombrada com "Millor maquillatge i pentinat" per ser usada en la 85a cerimònia i endavant.

## Guanyadors i nominats

### Dècada de 1960
| Any  | Pel·lícula            | Candidat/s        |
| ---- | --------------------- | ----------------- |
| 1964 | 7 Faces of Dr. Lao    | William J. Tuttle |
| 1968 | El planeta dels simis | John Chambers     |

### Dècada de 1980
| Any  | Pel·lícula                          | Candidat/s                                 |
| ---- | ----------------------------------- | ------------------------------------------ |
| 1981 | An American Werewolf in London      | Rick Baker                                 |
| 1981 | Heartbeeps                          | Stan Winston                               |
| 1982 | La recerca del foc                  | Sarah Monzani, Michèle Burke               |
| 1982 | Gandhi                              | Tom Smith                                  |
| 1983 | No entregat                         | No entregat                                |
| 1984 | Amadeus                             | Paul LeBlanc, Dick Smith                   |
| 1984 | Greystoke, la llegenda de Tarzan    | Rick Baker, Paul Engelen                   |
| 1984 | 2010                                | Michael Westmore                           |
| 1985 | Mask                                | Michael Westmore, Zoltan Elek              |
| 1985 | El color púrpura                    | Ken Chase                                  |
| 1985 | Remo Williams: The Adventure Begins | Carl Fullerton                             |
| 1986 | La mosca                            | Chris Walas, Stephan Dupuis                |
| 1986 | The Clan of the Cave Bear           | Michael Westmore, Michèle Burke            |
| 1986 | Legend                              | Rob Bottin, Peter Robb-King                |
| 1987 | Harry and the Hendersons            | Rick Baker                                 |
| 1987 | Feliç any nou                       | Bob Laden                                  |
| 1988 | Beetlejuice                         | Ve Neill, Steve La Porte, Robert Short     |
| 1988 | Coming to America                   | Rick Baker                                 |
| 1988 | Scrooged                            | Tom Burman, Bari Dreiband-Burman           |
| 1989 | Tot passejant Miss Daisy            | Manlio Rocchetti, Lynn Barber, Kevin Haney |
| 1989 | Les aventures del baró Munchausen   | Maggie Weston, Fabrizio Sforza             |
| 1989 | El meu pare                         | Dick Smith, Ken Diaz, Greg Nelson          |

### Dècada de 1990
| Any  | Pel·lícula                                | Candidat/s                                           |
| ---- | ----------------------------------------- | ---------------------------------------------------- |
| 1990 | Dick Tracy                                | John Caglione, Jr., Doug Drexler                     |
| 1990 | Cyrano de Bergerac                        | Michèle Burke, Jean-Pierre Eychenne                  |
| 1990 | Edward Scissorhands                       | Ve Neill, Stan Winston                               |
| 1991 | Terminator 2                              | Stan Winston, Jeff Dawn                              |
| 1991 | Hook                                      | Christina Smith, Monty Westmore, Greg Cannom         |
| 1991 | Star Trek VI: The Undiscovered Country    | Michael Mills, Edward French, Richard Snell          |
| 1992 | Dràcula de Bram Stoker                    | Greg Cannom, Michèle Burke, Matthew W. Mungle        |
| 1992 | El retorn de Batman                       | Ve Neill, Ronnie Specter, Stan Winston               |
| 1992 | Hoffa                                     | Ve Neill, Greg Cannom, John Blake                    |
| 1993 | Mrs. Doubtfire                            | Greg Cannom, Ve Neill, Yolanda Toussieng             |
| 1993 | Filadèlfia                                | Carl Fullerton, Alan D'Angerio                       |
| 1993 | La llista de Schindler                    | Christina Smith, Matthew Mungle, Judy Alexander Cory |
| 1994 | Ed Wood                                   | Rick Baker, Ve Neill                                 |
| 1994 | Forrest Gump                              | Daniel C. Striepeke, Hallie D'Amore, Judith A. Cory  |
| 1994 | Frankenstein de Mary Shelley              | Daniel Parker, Paul Engelen, Carol Hemming           |
| 1995 | Braveheart                                | Peter Frampton, Paul Pattison, Lois Burwell          |
| 1995 | La meva família                           | Ken Diaz, Mark Sanchez                               |
| 1995 | Roommates                                 | Greg Cannom, Bob Laden, Colleen Callaghan            |
| 1996 | El professor guillat                      | Rick Baker, David LeRoy Anderson                     |
| 1996 | Fantasmes del passat                      | Matthew W. Mungle, Deborah La Mia Denaver            |
| 1996 | Star Trek VIII: First Contact             | Michael Westmore, Scott Wheeler, Jake Garber         |
| 1997 | Homes de Negre                            | Rick Baker, David LeRoy Anderson                     |
| 1997 | Mrs. Brown                                | Lisa Westcott, Veronica Brebner, Beverley Binda      |
| 1997 | Titanic                                   | Tina Earnshaw, Greg Cannom, Simon Thompson           |
| 1998 | Elisabet                                  | Jenny Shircore                                       |
| 1998 | Salvem el soldat Ryan                     | Lois Burwell, Conor O'Sullivan, Daniel C. Striepeke  |
| 1998 | Shakespeare in Love                       | Lisa Westcott, Veronica Brebner                      |
| 1999 | Topsy-Turvy                               | Christine Blundell, Trefor Proud                     |
| 1999 | Austin Powers: L'espia que em va empaitar | Michèle Burke, Mike Smithson                         |
| 1999 | L'home bicentenari                        | Greg Cannom                                          |
| 1999 | Life                                      | Rick Baker                                           |

### Dècada de 2000
| Any  | Pel·lícula                                             | Candidat/s                              |
| ---- | ------------------------------------------------------ | --------------------------------------- |
| 2000 | The Grinch                                             | Rick Baker, Gail Ryan                   |
| 2000 | The Cell                                               | Michèle Burke, Edouard Henriques        |
| 2000 | L'ombra del vampir                                     | Ann Buchanan, Amber Sibley              |
| 2001 | El Senyor dels Anells: La Germandat de l'Anell         | Peter Owen, Richard Taylor              |
| 2001 | Una ment meravellosa                                   | Greg Cannom, Colleen Callaghan          |
| 2001 | Moulin Rouge!                                          | Maurizio Silvi, Aldo Signoretti         |
| 2002 | Frida                                                  | John Jackson, Beatrice De Alba          |
| 2002 | La màquina del temps                                   | John M. Elliott Jr, Barbara Lorenz      |
| 2003 | El Senyor dels Anells: El retorn del rei               | Richard Taylor, Peter King              |
| 2003 | Master and Commander: The Far Side of the World        | Edouard F. Henriques, Yolanda Toussieng |
| 2003 | Pirates of the Caribbean: The Curse of the Black Pearl | Ve Neill, Martin Samuel                 |
| 2004 | Lemony Snicket's A Series of Unfortunate Events        | Valli O'Reilly, Bill Corso              |
| 2004 | The Passion of the Christ                              | Keith VanderLaan, Christien Tinsley     |
| 2004 | Mar adentro                                            | Jo Allen, Manuel García                 |
| 2005 | Les Cròniques de Nàrnia: el lleó, la bruixa i l'armari | Howard Berger, Tami Lane                |
| 2005 | Cinderella Man                                         | David Leroy Anderson, Lance Anderson    |
| 2005 | Star Wars episodi III: La venjança dels Sith           | Dave Elsey, Nikki Gooley                |
| 2006 | El laberinto del fauno                                 | David Martí, Montse Ribé                |
| 2006 | Apocalypto                                             | Aldo Signoretti, Vittorio Sodano        |
| 2006 | Click                                                  | Kazuhiro Tsuji, Bill Corso              |
| 2007 | La vida en rosa                                        | Didier Lavergne, Jan Archibald          |
| 2007 | Norbit                                                 | Rick Baker, Kazuhiro Tsuji              |
| 2007 | Pirates of the Caribbean: At World's End               | Ve Neill, Martin Samuel                 |
| 2008 | El curiós cas de Benjamin Button                       | Greg Cannom                             |
| 2008 | El cavaller fosc                                       | John Caglione Jr., Conor O'Sullivan     |
| 2008 | Hellboy II: L'exèrcit daurat                           | Mike Elizalde, Thom Floutz              |
| 2009 | Star Trek                                              | Barney Burman, Mindy Hall, Joel Harlow  |
| 2009 | Il divo                                                | Aldo Signoretti, Vittorio Sodano        |
| 2009 | La reina Victòria                                      | Jon Henry Gordon, Jenny Shircore        |

### Dècada de 2010
| Any  | Pel·lícula                                          | Candidat/s                                                   |
| ---- | --------------------------------------------------- | ------------------------------------------------------------ |
| 2010 | L'home llop                                         | Rick Baker, Dave Elsey                                       |
| 2010 | Barney's Version                                    | Adrien Morot                                                 |
| 2010 | The Way Back                                        | Gregory Funk, Edouard F. Henriques, Yolanda Toussieng        |
| 2011 | La dama de ferro                                    | Mark Coulier, J. Roy Helland                                 |
| 2011 | Albert Nobbs                                        | Martial Corneville, Lynn Johnson, Matthew W. Mungle          |
| 2011 | Harry Potter i les relíquies de la Mort - Part 2    | Nick Dudman, Amanda Knight, Lisa Tomblin                     |
| 2012 | Les Misérables                                      | Lisa Westcott, Julie Dartnell                                |
| 2012 | Hitchcock                                           | Howard Berger, Peter Montagna, Martin Samuel                 |
| 2012 | El hòbbit: un viatge inesperat                      | Peter Swords King, Rick Findlater, Tami Lane                 |
| 2013 | Dallas Buyers Club                                  | Adruitha Lee, Robin Mathews                                  |
| 2013 | Jackass Presents: Bad Grandpa                       | Stephen Prouty                                               |
| 2013 | The Lone Ranger                                     | Joel Harlow, Gloria Pasqua-Casny                             |
| 2014 | The Grand Budapest Hotel                            | Frances Hannon, Mark Coulier                                 |
| 2014 | Foxcatcher                                          | Bill Corso, Dennis Liddiard                                  |
| 2014 | Guardians of the Galaxy                             | Elizabeth Yianni-Georgiou, David White                       |
| 2015 | Mad Max: fúria a la carretera                       | Damian Martin, Lesley Vanderwalt, Elka Wardega               |
| 2015 | L'avi de 100 anys que es va escapar per la finestra | Love Larson, Eva von Bahr                                    |
| 2015 | The Revenant                                        | Siân Grigg, Duncan Jarman, Robert Pandini                    |
| 2016 | L'esquadró suïcida                                  | Alessandro Bertolazzi, Giorgio Gregorini, Christopher Nelson |
| 2016 | En man som heter Ove                                | Love Larson, Eva von Bahr                                    |
| 2016 | Star Trek Beyond                                    | Joel Harlow, Richard Alonzo                                  |
| 2017 | Darkest Hour                                        | Kazuhiro Tsuji, David Malinowski, Lucy Sibbick               |
| 2017 | Victoria & Abdul                                    | Daniel Phillips, Lou Sheppard                                |
| 2017 | Wonder                                              | Arjen Tuiten                                                 |
| 2018 | El vici del poder                                   | Greg Cannom, Kate Biscoe, Patricia Dehaney                   |
| 2018 | Gräns                                               | Göran Lundström, Pamela Goldammer                            |
| 2018 | Mary Queen of Scots                                 | Jenny Shircore, Marc Pilcher, Jessica Brooks                 |
| 2019 | Bombshell                                           | Kazuhiro Tsuji, Anne Morgan, Vivian Baker                    |
| 2019 | Joker                                               | Nicki Ledermann, Kay Georgiou                                |
| 2019 | Judy                                                | Jeremy Woodhead                                              |
| 2019 | Maleficent: Mistress of Evil                        | Paul Gooch, Arjen Tuiten, David White                        |
| 2019 | 1917                                                | Naomi Donne, Tristan Versluis, Rebecca Cole                  |

### Dècada de 2020
| Any  | Pel·lícula                     | Candidat/s                                              |
| ---- | ------------------------------ | ------------------------------------------------------- |
| 2020 | Ma Rainey's Black Bottom       | Sergio López-Rivera, Mia Neal, Jamika Wilson            |
| 2020 | Emma                           | Marese Langan, Laura Allen, Claudia Stolze              |
| 2020 | Hillbilly Elegy                | Eryn Krueger Mekash, Patricia Dehaney, Matthew Mungle   |
| 2020 | Mank                           | Gigi Williams, Kimberley Spiteri, Colleen LaBaff        |
| 2020 | Pinocchio                      | Dalia Colli, Mark Coulier, Francesco Pegoretti          |
| 2021 | The Eyes of Tammy Faye         | Linda Dowds, Stephanie Ingram, Justin Raleigh           |
| 2021 | Coming 2 America               | Mike Marino, Stacey Morris, Carla Farmer                |
| 2021 | Cruella                        | Nadia Stacey, Naomi Donne, Julia Vernon                 |
| 2021 | Dune                           | Donald Mowat, Love Larson, Eva von Bahr                 |
| 2021 | House of Gucci                 | Göran Lundström, Anna Carin Lock, Frederic Aspiras      |
| 2022 | The Whale                      | Adrien Morot, Judy Chin i Annemarie Bradley             |
| 2022 | Res de nou a l'oest            | Heike Merker i Linda Eisenhamerová                      |
| 2022 | The Batman                     | Naomi Donne, Mike Marino i Mike Fontaine                |
| 2022 | Black Panther: Wakanda Forever | Camille Friend, Joel Harlow                             |
| 2022 | Elvis                          | Mark Coulier, Jason Baird i Aldo Signoretti             |
| 2023 | Poor Things                    | Nadia Stacey, Mark Coulier i Josh Weston                |
| 2023 | Golda                          | Karen Hartley Thomas, Suzi Battersby i Ashra Kelly-Blue |
| 2023 | Maestro                        | Kazu Hiro, Kay Georgiou i Lori McCoy-Bell               |
| 2023 | Oppenheimer                    | Luisa Abel                                              |
| 2023 | Society of the Snow            | Ana López-Puigcerver, David Martí i Montse Ribé         |